# 10784 Noailles
För andra betydelser, se Noailles.
10784 Noailles eller 1991 RQ11 är en asteroid i huvudbältet som upptäcktes den 4 september 1991 av den belgiske astronomen Eric W. Elst vid La Silla-observatoriet. Den är uppkallad efter den franska grevinan och poeten Anna de Noailles.
Asteroiden har en diameter på ungefär 6 kilometer och den tillhör asteroidgruppen Maria.